# José Alí Lebrún Moratinos
José Alí Lebrún Moratinos (19 de març de 1919 - 21 de febrer de 2001) va ser un cardenal catòlic romà i arquebisbe de Caracas.

## Biografia

### Primers anys i presbiterat
Va néixer a Puerto Cabello, Veneçuela, com el gran dels cinc germans. Va ser confirmat a la seva ciutat natal per Felipe Rincón González, arquebisbe de Caracas . Va ser educat al Col·legi San José, dels Germans de les Escoles Cristianes. Va ingressar al Seminari Interdiocesà de Caracas, on va estudiar des de 1934 fins a 1937. Va viatjar a Roma per estudiar a la Pontifícia Universitat Gregoriana. Va obtenir una llicenciatura en filosofia l'any 1941. Després va començar a estudiar teologia però va haver d'abandonar Itàlia a causa de la Segona Guerra Mundial. Va ser ordenat sacerdot el 19 de desembre de 1943. Va servir des de 1943 fins a 1956 a València, com a professor, director espiritual i rector del seu seminari i també com a capellà. Va fer la pastoral a diverses parròquies i va ser capellà de la presó local.

### Episcopat
El papa Pius XII el va nomenar bisbe titular d'Arado i bisbe auxiliar de la diòcesi de Maracaibo el 2 d'agost de 1956. Va ser consagrat exactament un mes després pel nunci a Veneçuela. Va ser nomenat administrador apostòlic de la seu de Maracaibo el 23 d'octubre de 1957. Va ser traslladat a la seu de Maracay el 1958. Va ser traslladat a la seu de València a Veneçuela el 1962. Com a bisbe va assistir al Concili Vaticà II. El papa Pau VI el va nomenar arquebisbe titular de Voncaria i bisbe coadjutor de Caracas el 16 de setembre de 1972. Va ser elegit vicepresident de la conferència episcopal veneçolana. Va ocupar a la seu metropolitana de Caracas el 24 de maig de 1980.

### Cardenalat
Va ser nomenat cardenal prevere de San Pancrazio fuori le mura en el consistori del 2 de febrer de 1983 pel papa Joan Pau II. Va ser elegit president de la Conferència Episcopal de Veneçuela, servint de 1984 a 1990. Va dimitir com a arquebisbe el 27 de maig de 1995.
Va morir el 21 de febrer de 2001 a Caracas. Està enterrat juntament amb tots els altres bisbes de Caracas.

## Canonització
El maig de 2021, l'arxidiòcesi de Caracas va iniciar els primers passos per al seu procés de canonització.

## Vida personal
A més del seu espanyol nadiu, parlava italià, llatí i francès.